# Esse (группа)
«ESSE» — российская симфо-рок-группа из г. Ростова-на-Дону. Основана в 2006 году. Творчество «ESSE» принято относить к жанру симфонический рок, хотя на музыку группы имеют влияние разные стили и направления, такие как рок, средневековая музыка, классическая музыка, европейский фолк, фэнтезийные мотивы. На данный момент группой написана рок-опера «Дорога без возврата», поставлен одноимённый фэнтези рок-мюзикл, и снят полнометражный фильм-экранизация рок-оперы по мотивам саги «Ведьмак» польского писателя-публициста Анджея Сапковского.

## История
Основатель группы — Евгений Пронин с 1995 по 1998 гг. лидер Таганрогской группы «Satan’s Death», после распада которой в течение 8 лет писал музыку и либретто для фэнтези рок-оперы «Дорога без возврата». В 2006 году им была создана рок-группа «ESSE», которая и реализовала этот проект. Стилистика музыки на стыке классической оперы, симфонии и традиционного рока потребовали включения в состав двух основных «блоков» музыкантов. С одной стороны — струнно-смычковая группа и рояль, а с другой — классические для рок-группы электрогитары, бас-гитара и барабаны. Основной состав группы кроме классических и рок-музыкантов включает 8 вокалистов, которые исполняют не только сольные партии в песнях и ариях оперы, но и хоровые фрагменты, каноны, и вокализы в композициях. В музыке группы - взаимопроникновение классического оперного, джазового и рокового вокала, классического звучания скрипки и виолончели, и рокового звучания электрических гитар; универсальное звучания клавишных и весьма специфическое звучание джазовых ударных.
Группой реализована аранжировка и оркестровка рок-оперы, и с 2008 года «Дорога без возврата» исполняется на концертах. В 2009 году зрителям представлена сценическая постановка рок-оперы, а в 2011 — фильм-мюзикл, который был снят на её основе. В 2010 году группа заняла 4-е место на международном конкурсе «Славянский рок».

## Участники группы
Основу «ESSE» составляют музыканты с классическим, консерваторским музыкальным образованием и рок-музыканты. Каждый привносит в творчество группы своё видение, свои пути решения задачи визуализации художественных образов приёмами близкого ему жанра, что в итоге придает музыке группы черты совершенно разных музыкальных стилей.
| |  |  |  |  |  |  |
| Состав музыкантов группы «ESSE» слева направо: Евгений Пронин, Диана Багдасарян, Алексей Мудраков, Мария Осадчая, Олег Кубраков, Константин Ильин, Юрий Воронюк |  |  |  |  |  |  |

На данный момент участниками группы являются  (в скобках указаны роли, исполняемые в «Дороге без возврата»)

## Список участников
| |  |  |  |  |  |  |  |
| Состав вокалистов группы «ESSE» слева направо: Вячеслав Майер, Дарья Пронина, Людмила Дымкова, Мария Осадчая, Юрий Скляр, Ольга Струкова, Олег Гончаров,Константин Ильин |  |  |  |  |  |  |  |

## «Дорога без возврата»
"На сцене Областного Дома Народного Творчества рыцари и эльфы, колдуны и вампиры. Идет борьба за девочку - принцессу Цириллу. От того, останется ли она свободна или попадет в руки великому колдуну, зависит судьба мира..."
«Дорога без возврата» — российский фэнтези рок-мюзикл, поставленный на основе одноимённой рок-оперы группы «ESSE». Рок-опера создана по мотивам саги «Ведьмак» Анджея Сапковского. Премьера сценической постановки мюзикла состоялась 14 ноября 2009 года на сцене Областного дома народного творчества г. Ростов-на-Дону. Мюзикл поставлен с помощью режиссёра Ростовского областного академического молодёжного театра Сергея Гуревнина Евгений Пронин по собственному сценарию, силами музыкантов и вокалистов группы «ESSE», при участии ростовского клуба шотландского танца «Tartan Butterfly», и ростовских ролевых клубов «Венсен» и «Серебряный единорог».

## Концерты «ESSE»
В марте 2009 года состоялись премьерные показы рок-оперы в клубе «Бас-Бочка» Ростов-на-Дону. На этих концертах «Дорога без возврата» была представлена с начальной сценической постановкой. Сценография включила элементы сценического боя, исторические танцы. 14 ноября 2009 года состоялась премьера театральной постановки рок-мюзикла «Дорога без возврата» на сцене Областного Дома Народного творчества (ОДНТ). С этого момента «Дорога без возврата» регулярно исполняется на сцене ОДНТ.
10 апреля 2010 года состоялась премьера обновлённой постановки рок-оперы. В эту постановку вошли две новых сцены: «Эсси» и «Это зря». Сценография включила полноценные сценические бои, танцевальные номера, декорации, и новые костюмы. Видеоматериалы этого концерта стали основой для опубликованной в 2012 году сценической видеоверсии рок-оперы «Дорога без возврата»

## Студийные аудио

### Демо-версии и синглы
В 2006-2010 — годах группа записывала и периодически публиковала пробные демозаписи композиций из рок-оперы: «Владычица озера»(2007), «Пророчество Итлины»"(2007), «Ласточка»(2009, «Шаэрраведд»(2009), «Башня Чайки» (2010) и отдельные синглы «Дыхание».

### Официальные студийные аудиозаписи
В 2010-2012 годах группа записала в студии «ESSE» материалы для CD и DVD версий рок-оперы. Звукорежиссура осуществлена Евгением Прониным. Все материалы первично опубликованы на официальном сайте группы «ESSE», и ведущих тематических интернет ресурсах в открытом доступе и предоставлены группой для бесплатного скачивания.

## Дискография
К концу 2012 г. опубликованы три саундтрека (к фильму,
к рок-симфонии, а также концертная запись).

### Альбомы, синглы
| №  | Название                                       | Тип        | Описание                                                          | Интернет публикация | CD                  |
| -- | ---------------------------------------------- | ---------- | ----------------------------------------------------------------- | ------------------- | ------------------- |
| 1. | Рок-опера «Дорога без возврата» (OST-Scene)    | альбом     | Саундтрек к сценической видеоверсии рок-оперы                     | 2011 -2012          | 2013 запланировано  |
| 2. | Рок-мюзикл «Дорога без возврата» (OST-Film)    | альбом     | Саундтрек к фильму-мюзиклу                                        | 2011 -2012          | 2013 запланировано  |
| 3. | Рок-симфония «Дорога без возврата» (OST-symfo) | альбом     | Рок-симфония опубликована наDVD журнала Мир фантастики № 11 2012, | 2011 -2012,         | 2013, запланировано |
| 4. | Радиомюзикл «Дорога без возврата» (OST-Radio)  | альбом     | Радиоспектакль                                                    | 2011 -2012          | 2013 запланировано  |
| 5. | «Дыхание»                                      | композиция | Песня Марии и Юрия Осадчих.                                       | 2011                |                     |
| 6. | «Владычица озера» (bonus)                      | композиция | Бонус-версия 13-й композиции рок-оперы «Дорога без возврата».     | 2012                |                     |

## Видеография
Режиссёр всех видео ESSE -Евгений Пронин (кроме видеоверсии рок-симфонии, автор этого видео — Анастасия Рябых).
| Название                                        | Тип                       | Описание                                                                     | Интернет публикация | DVD                                 |
| ----------------------------------------------- | ------------------------- | ---------------------------------------------------------------------------- | ------------------- | ----------------------------------- |
| «Дорога без возврата» Фильм-мюзикл              | DVD+ DVD Мир фантастики   | Видеоэкранизация рок-оперы в формате фильма-мюзикла.                         | 2011 -2012          | 2013 запланировано                  |
| «Дорога без возврата». Сценическая видеоверсия  | DVD                       | Видеозапись концерта «ESSE» 10 апреля 2010 г.                                | 2011 -2012          | 2013 запланировано                  |
| «Дорога без возврата». Концертная видеоверсия   | DVD                       | Видеозапись концерта «ESSE» 14 ноября 2009 г.                                | 2010 -2012          | 2013 запланировано                  |
| «Дорога без возврата». Видеоверсия рок-симфонии | DVD                       | Видеофильм-экранизация рок-симфонии «Дорога без возврата»                    | 2011 -2012          | 2013 запланировано                  |
| «Башня Чайки»                                   | концертный видеоклип 2010 | Концертный видеоклип на основе 7 сцены рок-оперы. Съемка — 14 ноября 2009 г. | 2009                | DVD журнала Мир фантастики № 7 2010 |
| «Владычица озера»                               | видеоклип                 | бонусный видеоклип на основе 13 композиции рок-оперы.                        | 2012                |                                     |
| «ESSE». Начало пути                             |                           | фильм — хроника (интервью, комментарии авторов)                              | 2009                |                                     |